# Otto Biehl
Otto Biehl (* 20. April 1895 in Bubach; † 5. Juni 1974) war ein deutscher Widerstandskämpfer gegen den Nationalsozialismus.

## Leben
Otto Biehl wuchs zunächst in Bubach auf und zog mit seiner Familie nach Steinbach bei Ottweiler, wo er seinen Lebensunterhalt als Hüttenarbeiter im Neunkircher Eisenwerk verdiente. Im Ersten Weltkrieg diente er als Unteroffizier und wurde mit dem Eisernen Kreuz II. und I. Klasse ausgezeichnet. 
1919 wurde er Mitglied im Deutschen Metallarbeiter-Verband und trat 1920 der SPD bei, deren Ortsverband in Steinbach er mitgründete. Am 1. Mai 1935 wurde er aus wirtschaftlichen Gründen aus dem Eisenwerk entlassen und arbeitete als Hausierer. Da er einen Anschluss des Saargebietes an das Deutsche Reich offen ablehnte, lebte er in dieser Zeit am Existenzminimum. Nach dem Anschluss trat er offen gegen das System auf und engagierte sich vor allem in seinem Bekanntenkreis. 
1935 arbeitete er beim Trassenbau für die Firma Albert an der Ostertalbahn. Er agitierte in den Mittagspausen offen gegen das NS-Regime und wurde mehrfach denunziert. Sein Arbeitgeber ließ ihm zwar Rückendeckung zukommen, doch am 10. Oktober 1937 wurde er inhaftiert und am 4. November von einem Saarbrücker Sondergericht zu einer Strafe von sechs Monaten wegen Heimtücke verurteilt, die er bis März 1938 im Lerchesflur absaß. 
Anschließend wurde er wieder bei der Firma Albert beschäftigt, in der Folgezeit aber immer wieder verhaftet und verhört. 1939 wurde er zum Wehrdienst eingezogen und war bis 1940 im Zweiten Weltkrieg in Polen. Er wurde dann von der Firma Albert wieder angefordert und arbeitete als Schachtmeister. Vom 9. bis 30. November 1943 war er im Gestapo-Lager Neue Bremm inhaftiert, nachdem ihn seine eigene Tochter des Hörens eines Feindsenders bezichtigte. Aus Mangel an Beweisen wurde er schließlich entlassen und musste die letzten Kriegsjahre unter Polizeiaufsicht verbringen.
Die US-amerikanische Besatzungsmacht ernannte ihn 1945 zum Bürgermeister von Steinbach. Er gründete anschließend einen Ortsverband der Sozialdemokratischen Partei des Saarlandes (SPS) und war an der Erringung der absoluten Mehrheit der SPS bei der Gemeinderatswahl am 15. September 1946 maßgeblich beteiligt. Als Bürgermeister amtierte er bis 1949 und zog sich dann aus der aktiven Politik zurück.